# Il rimorso
Il rimorso è un romanzo della scrittrice italiana Alba de Céspedes, pubblicato per la prima volta in Italia da Mondadori nell'agosto del 1963. 
Ritenuta una delle opere più complesse di De Céspedes, è un romanzo epistolare con parti diaristiche.